# Bzinek
Bzinek – osiedle administracyjne i część miasta Skarżyska-Kamiennej, usytuowane w zachodniej części miasta, w rejonie ulicy Ponurego. Do 1954 samodzielna miejscowość w gminie Bliżyn.

## Historia
Bzinek w latach 1867–1954 należał do gminy Bliżyn, początkowo w guberni kieleckiej, a w II RP przynależał do woj. kieleckiego. Do 1939 roku przynależał do powiatu koneckiego, a od 1 kwietnia 1939 do powiatu kieleckiego. Tam 4 listopada 1933 utworzył gromadę o nazwie Bzinek w gminie Bliżyn; w skład gromady Bzinek weszła też wieś Plewno oraz tereny kolejowe i obszary leśne.
1 października 1939 planowane wyłączenie z gromady Bzinek osiedla Praca i utworzenie w nim nowej gromady Praca nie zostało zrealizowane ze względu na wybuch wojny. Gromada Praca powstała de facto po wojnie.
Podczas II wojny światowej włączony do Generalnego Gubernatorstwa, nadal jako gromada w gminie Bliżyn, licząca 1974 mieszkańców. Po wojnie w województwa kieleckim, jako jedna z 15 gromad gminy Bliżyn.
1 stycznia 1954 Bzinek wyłączono z gminy Bliżyn i włączono do Skarżyska-Kamiennej, które jednocześnie wyłączono z powiatu kieleckiego, ustanawiając w nim powiat miejski.

## Zasięg terytorialny
Osiedle obejmuje następujące ulice: Grota Roweckiego; Krakowska od nr 8 do nr 116 (parzyste) i od nr 111 do nr 249 (nieparzyste); Legionów od nr 2 do nr 62 (parzyste); Polna; Ponurego; Tartaczna; Żytnia.